# Køerne trækkes hjem. Hedegaard ved Karup
|  | Denne artikel er oprettet af botten Steenthbot ud fra en ekstern database. Den kan derfor have sproglige fejl eller mangler. Denne skabelon kan fjernes efter kontrol af indholdet. |

Køerne trækkes hjem. Hedegaard ved Karup er en dansk dokumentarisk optagelse fra 1929.

## Handling
En gammel bonde trækker vand op ad brøden på en hedegård ved Karup. En landmand samler sine køer på marken for at trække dem hjem til gården. Optagelsen er lavet af museumsinspektør på Nationalmuseet, Kai Uldall (1890-1988), som meget tidligt arbejdede med filmmediet som kulturhistorisk dokumentation.